# José Luis Oltra
José Luis Oltra Castañer, ou simplesmente Oltra (Valencia, 24 de março de 1969), é um treinador e ex-futebolista brasileiro que jogava como meio-campo. Atualmente é treinador do Granada

## Títulos

### Como treinador
Castellón
- Terceira Divisão Espanhola: 2002–03

Deportivo
- Segunda Divisão Espanhola: 2011–12